# Мароль-су-Линьер
Маро́ль-су-Линье́р (фр. Marolles-sous-Lignières) — коммуна во Франции, находится в регионе Шампань — Арденны. Департамент — Об. Входит в состав кантона Эрви-ле-Шатель. Округ коммуны — Труа.
Код INSEE коммуны — 10227.
Коммуна расположена приблизительно в 155 км к юго-востоку от Парижа, в 120 км южнее Шалон-ан-Шампани, в 45 км к югу от Труа.

## Население
Население коммуны на 2008 год составляло 315 человек.
| 1962 | 1968 | 1975 | 1982 | 1990 | 1999 | 2008 |
| ---- | ---- | ---- | ---- | ---- | ---- | ---- |
| 352  | 314  | 260  | 275  | 299  | 304  | 315  |

## Экономика
В 2007 году среди 203 человек в трудоспособном возрасте (15—64 лет) 144 были экономически активными, 59 — неактивными (показатель активности — 70,9 %, в 1999 году было 67,7 %). Из 144 активных работали 127 человек (68 мужчин и 59 женщин), безработных было 17 (5 мужчин и 12 женщин). Среди 59 неактивных 18 человек были учениками или студентами, 26 — пенсионерами, 15 были неактивными по другим причинам.